# 瑪麗亞·特蕾莎·拉法埃拉 (西班牙)
瑪麗亚·特蕾莎·安东妮娅·拉法埃拉（西班牙語：María Teresa Antonia Rafaela，1726年6月11日—1746年7月22日）是法蘭西王國太子妃和西班牙公主。她的丈夫是法王路易十五的独生子路易。
在她嫁给路易之前，法国和西班牙王室的关系因路易十五在1725年解除了和西班牙公主瑪麗安娜·維多利亞（瑪麗亚的姐姐）的婚约而陷入危机。因此，她和路易的婚约是雙方希望和好的结果之一。
1744年，她和路易结婚。这是一场幸福的婚姻，路易很快就爱上了美丽的瑪麗亚。1746年7月19日，她诞下女儿瑪麗·特蕾絲·夏洛特公主，但瑪麗亚在生产几天后逝世。路易十分悲伤，他的父王路易十五甚至要亲自把他從瑪麗亚的病床旁边带走。她的女兒夏洛特公主也在两年后去世。